# Ibyka
Ibyka é um género extinto de †Ibykales (anteriormente na ordem Iridopteridales), basal no seu grupo, e um possível antepassado de Equisetopsida (cavalinhas). O nome vem do poeta Ibycus porque a descoberta do fóssil se deveu à atividade de gruas de construção durante a construção da Barragem de Gilboa, no estado de New York (a referência vem da história do assassinato de Ibykos e das gruas que levaram à descoberta dos assassinos, popularizada pelo poema Die Kraniche des Ibykus, ou Os grus de Ibykus, de Friedrich Schiller).

## Descrição
Ibyka Skog & Bank, 1973 é um género de Pteridophyta pertencente à ordem †Ibykales (anteriormente na ordem Iridopteridales). Esta planta herbácea é conhecida a partir de restos fósseis datados do período Givetiano do Devoniano Médio. Duas espécies são atualmente conhecidas dentro do género, Ibyka amphikoma descrita a partir de um número de restos encontrados num sítio de Schoharie Creek, no Estado de Nova Iorque (Estados Unidos), e Ibyka vogtii, conhecida de um sítio em Spitsbergen, Svalbard, e originalmente atribuída ao género Hyenia.

### Morfologia
Estas plantas são uma das mais conhecidas dentro da sua classe, juntamente com Compsocradus, em termos de morfologia e anatomia. Anatomicamente, são constituídos por um eixo vertical com ramificações laterais em inserção helicoidal. Na extremidade destas ramificações e no eixo principal encontravam-se apêndices ramificados dicotómicos, morfologicamente diferentes, que transportavam na sua extremidade estruturas fotossintéticas e reprodutivas. O sistema vascular de Ibyka consistia num protostelo com até seis feixes de xilema rodeados por uma faixa de floema.
De acordo com a descrição original, baseada em cerca de 70 espécimes preservados, esta planta teria um eixo monopodial, presumivelmente vertical, com um comprimento máximo conhecido de 55 cm, mas certamente mais longo, e entre 1 e 1,5 cm de diâmetro. Inseridos helicoidalmente neste eixo, apresentava um conjunto de ramos de até terceira ordem, sendo o eixo principal considerado de primeira ordem. Os ramos secundários tinham pelo menos 30 cm de comprimento e entre 0,5 e 0,7 cm de espessura, enquanto os ramos terciários tinham pelo menos 10 cm de comprimento e entre 0,2 e 0,3 cm de diâmetro. Todas estas hastes estavam finamente cobertas por pilosidade. Inseridos num ângulo agudo em todos os eixos de ramificação, incluindo o eixo principal, estavam apêndices morfologicamente diferentes. Estes apêndices tinham uma ramificação dicotómica até cinco vezes, formando um grupo tridimensional compacto. Alguns desses apêndices com presumível função fotossintética tinham extremidades curvas, enquanto outros, morfologicamente idênticos, carregavam em sua extremidade pares de esporângios ovóides com entre 0,5 e 1 mm de diâmetro.
A partir dos restos fossilizados mais bem conservados, foi estabelecido que Ibyka tinha um protostelo do tipo estela com entre dois e três feixes longitudinais de xilema primário constituído exclusivamente por traqueídos longos e estreitos com um padrão escaleriforme a anular. Os feixes longitudinais de xilema bifurcavam-se para formar até seis braços, dependendo do diâmetro do ramo em que se inseriam. 
O xilema primário teria maturação mesárquica com o seu protoxilema formando lacunas (lacunae) perto do final dos feixes. O floema consistia em células pequenas e alongadas que foram interpretadas como canais taniníferos. Este floema formava uma camada que envolvia completamente os feixes de xilema no padrão de um protostelo. O córtex da estela era composto principalmente por células do parênquima, de paredes estreitas, contendo na sua zona mais interna tubos taniníferos, semelhantes aos presentes no floema, e na sua zona externa aglomerados de células do esclerênquima. Os apêndices dicotómicos terminais eram complementados por tecido vascular deixando um traço foliar terete em todas as ordens de ramificação. A estela presente neste género é semelhante ao observado noutras plantas contemporâneas, nomeadamente dos géneros Asteropteris e Arachnoxylon, que são colocadas dentro da mesma ordem.

### Filogenia
As prováveis relações dentro de Equisetopsida são mostradas no cladograma abaixo.  A posição onde Ibyka seria adicionado.

|  | †Archeocalamitaceae                                            |
|  |                                                                |
|  | \| \| †Calamitaceae \| \| \| \| \| \| Equisetaceae \| \| \| \| |
|  |                                                                |
|  | †Calamitaceae                                                  |
|  |                                                                |
|  | Equisetaceae                                                   |
|  |                                                                |

|  | †Calamitaceae |
|  |               |
|  | Equisetaceae  |
|  |               |

|  | †Archeocalamitaceae                                            |
|  |                                                                |
|  | \| \| †Calamitaceae \| \| \| \| \| \| Equisetaceae \| \| \| \| |
|  |                                                                |
|  | †Calamitaceae                                                  |
|  |                                                                |
|  | Equisetaceae                                                   |
|  |                                                                |

|  | †Calamitaceae |
|  |               |
|  | Equisetaceae  |
|  |               |

|  | †Archeocalamitaceae                                            |
|  |                                                                |
|  | \| \| †Calamitaceae \| \| \| \| \| \| Equisetaceae \| \| \| \| |
|  |                                                                |
|  | †Calamitaceae                                                  |
|  |                                                                |
|  | Equisetaceae                                                   |
|  |                                                                |

|  | †Calamitaceae |
|  |               |
|  | Equisetaceae  |
|  |               |

|  | †Archeocalamitaceae                                            |
|  |                                                                |
|  | \| \| †Calamitaceae \| \| \| \| \| \| Equisetaceae \| \| \| \| |
|  |                                                                |
|  | †Calamitaceae                                                  |
|  |                                                                |
|  | Equisetaceae                                                   |
|  |                                                                |

|  | †Calamitaceae |
|  |               |
|  | Equisetaceae  |
|  |               |

|  | †Archeocalamitaceae                                            |
|  |                                                                |
|  | \| \| †Calamitaceae \| \| \| \| \| \| Equisetaceae \| \| \| \| |
|  |                                                                |
|  | †Calamitaceae                                                  |
|  |                                                                |
|  | Equisetaceae                                                   |
|  |                                                                |

|  | †Calamitaceae |
|  |               |
|  | Equisetaceae  |
|  |               |

|  | †Archeocalamitaceae                                            |
|  |                                                                |
|  | \| \| †Calamitaceae \| \| \| \| \| \| Equisetaceae \| \| \| \| |
|  |                                                                |
|  | †Calamitaceae                                                  |
|  |                                                                |
|  | Equisetaceae                                                   |
|  |                                                                |

|  | †Calamitaceae |
|  |               |
|  | Equisetaceae  |
|  |               |

|  | †Archeocalamitaceae                                            |
|  |                                                                |
|  | \| \| †Calamitaceae \| \| \| \| \| \| Equisetaceae \| \| \| \| |
|  |                                                                |
|  | †Calamitaceae                                                  |
|  |                                                                |
|  | Equisetaceae                                                   |
|  |                                                                |

|  | †Calamitaceae |
|  |               |
|  | Equisetaceae  |
|  |               |

|  | †Archeocalamitaceae                                            |
|  |                                                                |
|  | \| \| †Calamitaceae \| \| \| \| \| \| Equisetaceae \| \| \| \| |
|  |                                                                |
|  | †Calamitaceae                                                  |
|  |                                                                |
|  | Equisetaceae                                                   |
|  |                                                                |

|  | †Calamitaceae |
|  |               |
|  | Equisetaceae  |
|  |               |